# Jesús Sánchez (beisbolista)
Jesús Paulino Sánchez (nacido el 11 de octubre de 1974 en Nizao) es un lanzador dominicano que jugó en las Grandes Ligas de Béisbol. Jugó alrededor de siete temporadas en las Grandes Ligas desde 1998 hasta 2004. En 2010, apareció en tres juegos para los Sacramento River Cats de la organización de los Atléticos de Oakland. Su última participación como profesional fue con los Uni-President 7-Eleven Lions de la Liga de Béisbol Profesional China.